# Vibrante múltiple dental sonora
La vibrante múltiple dental sonora es un sonido consonántico que se produce en algunos idiomas hablados. Es parte de una clase muy amplia de consonantes (v. consonante alveolar vibrante ).
Para diferenciar este sonido de otros de su misma clase, cuando el contraste es importante se utiliza el símbolo fonético [r̪] . De lo contrario simplemente se anota [r] .

## Características
- Su modo de articulación es vibrante múltiple, lo que significa que se produce dirigiendo aire sobre un articulador para que vibre.
- Su modo de articulación es dental , lo que significa que se articula con la punta o la lámina de la lengua en los dientes superiores , denominados apical y laminal respectivamente .
- Su tipo de fonación es sonora, lo que significa que las cuerdas vocales vibran durante la articulación.
- Es una consonante central , lo que significa que se produce dirigiendo la corriente de aire a lo largo del centro de la lengua, en lugar de hacia los lados.
- El mecanismo de la corriente de aire es pulmonar , lo que significa que se articula empujando el aire únicamente con los músculos intercostales y el diafragma , como en la mayoría de los sonidos.

## Ocurre en
| Idioma    | Idioma    | Palabra        | AFI        | Significado     | Notas |
| --------- | --------- | -------------- | ---------- | --------------- | --- |
| Húngaro   | Húngaro   | arra           | [ɒr̪ːɒ]     | 'de esa manera' | Laminal dental. |
| Marshalés | Marshalés | dik            | [r̪ʲik]     | 'era pequeño'   | Palatalizado. Los otros dos fonemas róticos del idioma, /rˠ/ (velarizado) y /rʷ/ (redondeado), son postalveolar.                                      |
| Rumano    | Rumano    | repede         | [ˈr̪e̞pe̞d̪e̞]  | 'rapidamente'   | Apical. |
| Ruso      | Ruso      | рьяный/r'yanyy | [ˈr̪ʲjän̪ɨ̞j] | 'celoso'        | Apical, palatalizado. Por lo general, solo una vibración, probablemente debido a la palatalización. Contrasta con una vibrante múltiple postalveolar. |